# Gutenswegen
Gutenswegen is een plaats in de Duitse gemeente Niedere Börde, deelstaat Saksen-Anhalt, en telt 711 inwoners (2007).

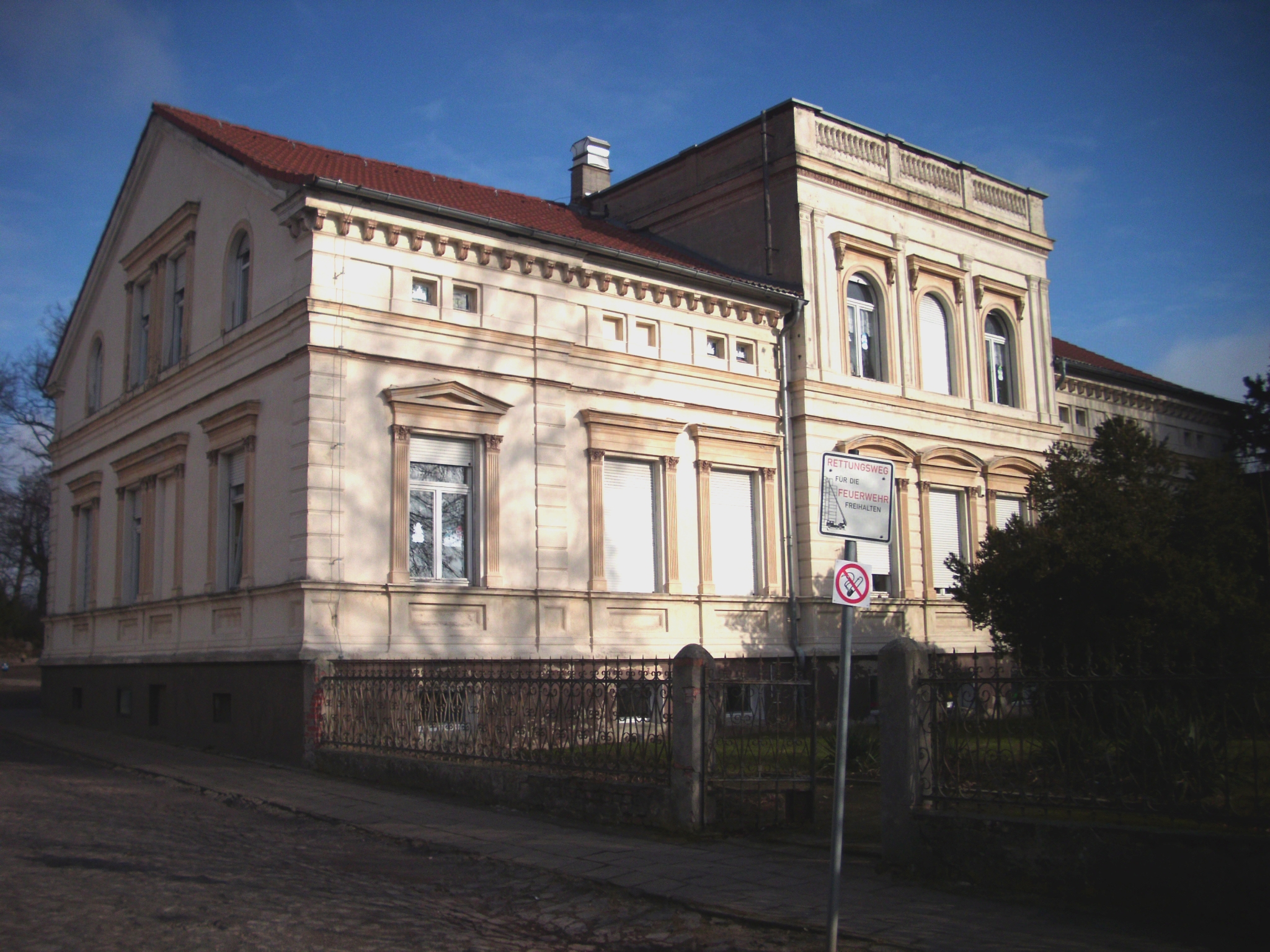
Schoolgebouw